# نتوسی
نتوسی (به انگلیسی: Ntusi)یک سایت باستان‌شناسی از اواخر عصر آهن است که در جنوب غربی اوگاندا واقع شده‌است و قدمت آن به قرن دهم تا قرن پانزدهم پس از میلاد بازمی‌گردد. نتوسی توسط دو تپه بزرگ و حوضچه‌های خراشیده مصنوعی، به نام bwogero، محاط شده‌است.  سابقه باستان‌شناسی در نتوسی با نشانه‌های غیرقابل انکار است و نشان دهنده آغاز پیچیدگی سیاسی در این منطقه از آفریقا است. بیگو بیا موگنیی، سایت دیگری با کارهای خاکی برجسته، در فاصله ۱۳ کیلومتری شمال نتوسی قرار دارد و با آن مرتبط است.